# Hemiprocnidae
Hemiprocnidae este o familie de păsări apodiforme originare din Asia de Sud-Est. Sunt strâns înrudite cu drepnelele tipice (Apodidae). Hemiprocnidele includ un singur gen, Hemiprocne, cu patru specii.

## Specii
Familia include un gen cu patru specii:
| Imagine | Nume comun | Denumire științifică   | Distribuție                                                                                        |
| ------- | ---------- | ---------------------- | -------------------------------------------------------------------------------------------------- |
|         |            | Hemiprocne coronata    | India, Sri Lanka, Bhutan, Bangladesh, Nepal, Myanmar, Thailanda, Vietnam, Cambodgia, Laos și China |
|         |            | Hemiprocne longipennis | Brunei, Indonezia, Malaysia, Myanmar, Filipine, Singapore și Thailanda                             |
|         |            | Hemiprocne comata      | Brunei, Indonezia, Malaysia, Myanmar, Filipine, Singapore și Thailanda                             |
|         |            | Hemiprocne mystacea    | arhipelagurile Molucas de nord, Noua Guinee, Bismarck și Insulele Solomon.                         |